# A sötétebbik oldal
A sötétebbik oldal a magyar Bikini együttes 1991-ben megjelent nagylemeze, a hetedik nagylemezük (az Ős-Bikini lemezeit nem számítva az ötödik).
A borítón Új Bikini szerepel előadónévként, annak ellenére, hogy a zenekar felállása lényegében változatlan maradt, csak a dobosposzton váltotta Berecz Endrét Hirleman Bertalan. A lemezt immár nem a Hungaroton, hanem a Quint adta ki, melyet később felvásárolt az EMI. 2000-ben már ők adták ki újra CD-n ezt a lemezt, mégpedig az "...ez volt a XX." sorozat keretein belül, amelyet a borítón is feltüntettek.

## Közreműködtek
- D. Nagy Lajos - ének, vokál
- Daczi Zsolt - gitár
- Németh Alajos - basszusgitár, billentyűs hangszerek, producer
- Gallai Péter - billentyűs hangszerek, ének, vokál
- Hirleman Bertalan - dob, zenei rendező
- Keresztes Ildikó, Lastofka Bea - vokál (Olcsó vigasz; Péntek 13; Csak annyit érzek)
- Dorozsmai Péter - hangmérnök
- Vértes György - fotó
- Csiszár Ágnes, Kovács Imre - grafika

## Számok listája
| # | LP # | Cím                | Szerző                                                            | Hossz |
| - | ---- | ------------------ | ----------------------------------------------------------------- | ----- |
| 1 | A1   | Ki visz haza       | Hirleman Bertalan - Angyal Tivadar - Németh Alajos - Dévényi Ádám | 3:18  |
| 2 | A2   | Olcsó vigasz       | Németh Alajos                                                     | 4:12  |
| 3 | A3   | Péntek 13          | Hirleman Bertalan - Németh Alajos                                 | 4:42  |
| 4 | A4   | Anarchia           | Németh Alajos - Dévényi Ádám                                      | 2:49  |
| 5 | A5   | Csak annyit érzek  | Hirleman Bertalan - Németh Alajos - Dévényi Ádám                  | 6:08  |
| 6 | B1   | Rossz szokás       | Hirleman Bertalan - Németh Alajos - Dévényi Ádám                  | 3:17  |
| 7 | B2   | Szállj a fény felé | Gallai Péter - Fábri Péter                                        | 4:25  |
| 8 | B3   | Ne menj el         | Németh Alajos - Dévényi Ádám                                      | 4:02  |
| 9 | B4   | Engedj be kérlek   | Daczi Zsolt - Dévényi Ádám - Németh Alajos                        | 5:37  |